# Xã Red River, Quận Searcy, Arkansas
Xã Red River (tiếng Anh: Red River Township) là một xã thuộc quận Searcy, tiểu bang Arkansas, Hoa Kỳ. Năm 2010, dân số của xã này là 321 người.